# Fritz Rieter-Wieland
Fritz Rieter auch Fritz Rieter-Wieland (* 21. Oktober 1887 in Enge; † 25. Februar 1970 in Zürich; heimatberechtigt in Winterthur und Enge, ab 1893 Zürich) war ein Schweizer Offizier sowie Herausgeber und Präsident der Schweizer Monatshefte.

## Leben

### Familie
Fritz Rieter-Wieland entstammte einer angesehenen Winterthurer Rats- und Kaufherrenfamilie und gehörte zur Rothaus-Linie der Rieter-Familie. Seine Vorfahren waren städtische Kaufleute im Textilgewerbe, und sein Ururgroßvater, Johann Jakob, er war verheiratet mit der Nichte des Malers Anton Graff, war Mitbegründer der heutigen Maschinenfabrik Rieter.
Fritz Rieter-Wieland war der Sohn des Kaufmanns Fritz Rieter-Bodmer und dessen Ehefrau Bertha (* 18. Juni 1857 in Zürich; † 30. August 1938), die Tochter des Kaufmanns Johann Heinrich Bodmer (1812–1885); er hatte noch zwei Schwestern, von diesen ist namentlich bekannt:
- Ines Ida Bertha Rieter (* 29. November 1879 in Enge; † 22. Oktober 1941 in Meilen), verheiratet mit Ulrich Wille.

Er war seit 1921 verheiratet mit Rosalie Emilie (* 1897; † Januar 1969), die Tochter des Obersten und Advokaten Alfred Rudolf Wieland. Namentlich ist von den zwei Töchtern Verena Barbara Heck-Rieter (1925–2010), die mit dem Pfarrer Hans Heck (1919–1990) verheiratet war, bekannt.
Seit 1932 bewohnte er mit seiner Familie die Villa Schönberg in Zürich.
In den 1930er Jahren siedelte er sich mit einer Sommerresidenz auf dem Hirzel an, in dem sich heute die Stiftung Farenweid befindet.
Pfarrer Hans Heck führte, gemeinsam mit dem Organisten Heinrich Funk, im Fraumünster in Zürich die Trauerfeierlichkeiten durch.

### Werdegang
Fritz Rieter-Wielands Leben war geprägt von einem ausgeprägt konservativen Lebensstil, der sich auf exemplarische Weise mit liberaler Weltoffenheit verband.
Seine Schulbildung begann mit Privatunterricht und setzte sich im Freien Gymnasium in Zürich fort, wo er 1905 mit der Matura abschloss.
Aufgewachsen in der historischen Villa Rieter, die 1912 als Unterkunft für Kaiser Wilhelm II. diente, entwickelte er zunächst eine Leidenschaft für die Kunstgeschichte. Unter dem Einfluss seines Schwagers, des späteren Oberstkorpskommandanten Ulrich Wille, entschied er sich jedoch, Rechtswissenschaften zu studieren.
Er studierte an den Universitäten Zürich, Kiel und Leipzig und promovierte 1911 zum Dr. jur. in Leipzig. Im Jahr 1910 trat er in das Füsilierkorps II/62 ein und wurde nach der bestandenen Grundausbildung zum Leutnant befördert; 1911 erfolgte bereits die Beförderung zum Oberleutnant.
1911 führte ihn eine lange Reise nach Indien und Japan; dort tat er mehrere Monate unter dem damaligen Minister Ferdinand von Salis (1864–1947) als Militärattaché diplomatischen Dienst, bis er 1912 nach Zürich zurückkehrte.
Bei Ausbruch des Ersten Weltkriegs entschied er sich, dem Instruktionskorps der Infanterie beizutreten. Bereits 1915 bewies er seine militärische Führungsbefähigung. In einer Gebirgsmitrailleurkompanie waren einer Meuterei ähnliche Disziplinwidrigkeiten vorgefallen; er erhielt das Kommando der Kompanie übertragen, und in kurzer Zeit gelang es ihm, Disziplin und Ordnung mit aus Gerechtigkeit und Bestimmtheit erwachsender Autorität wiederherzustellen.
Während des Kriegs hatte er die Gelegenheit, mehrere Frontbesuche zu absolvieren, die seine Sicht auf den militärischen Dienst prägten, so wurde er 1917 in das Hauptquartier des Generals Erich Ludendorff kommandiert. Dort erlebte er auch hinter der Front die kriegsnahe Ausbildung von Sturmtruppen und zog aus dieser Anschauung die Lehren für eine ähnliche Arbeit in der Schweiz im Jahre 1918. Er führte in den letzten Monaten des Konflikts die Sturmabteilung 5, auch Sturmabteilung Mariastein, die er aufgrund seiner persönlichen Erfahrungen ins Leben gerufen hatte und als Hauptmann führte. Diese Erfahrungen prägten seinen militärischen Werdegang und seine Überzeugungen.
1921 wurde Fritz Rieter-Wieland in den Generalstab der Schweizer Armee übernommen und 1924 zum Major befördert und zum Kommandanten des Füsilierbataillons 62 ernannt. Dem folgte 1930 seine Beförderung zum Oberstleutnant und die Ernennung zum Kommandanten Infanterieregiment 26. 1936 wurde er dann Oberst im Generalstab.
In einer Zeit, in der die pazifistisch-sozialistische Öffentlichkeit oft skeptisch gegenüber dem Militär eingestellt war, trat Fritz Rieter-Wieland als Instruktor in den Dienst. Trotz der Herausforderungen, die mit einem geringen Gehalt und öffentlicher Kritik verbunden waren, engagierte er sich leidenschaftlich für die Ausbildung junger Offiziere. Er wurde vor allem als Kommandant der zürcherischen Offiziersschulen bekannt, die 1938 durch die Zusammenlegung der Schulen von Zürich und Bern entstanden und wo er nicht nur als strenger Ausbilder, sondern auch als Erzieher auftrat. Sein Ziel war es, die angehenden Truppenführer zu verantwortungsbewussten Persönlichkeiten zu formen. Er hatte während seiner Dienstzeit einen maßgeblichen Einfluss auf die Ausbildung von über 2000 jungen Offizieren.
Er war auch ein versierter Autor und schrieb über das militärische Delikt des Ungehorsams im Kontext des schweizerischen und deutschen Militärstrafrechts. Sein Engagement für eine moderne und humane Ausbildung führte dazu, dass er gegen den falschen Drill arbeitete und während des Zweiten Weltkriegs im Stab eines Armeekorps sowie im Armeestab tätig war. 1945 trat er von dem Instruktionsdienst zurück. Als er dann 1945 in der Beförderung übergangen wurde, nahm er seinen Abschied.
Er stand auch in engem Briefkontakt mit dem im Dritten Reich in Ungnade gefallenen deutschen Botschafter Ulrich von Hassell, der nach dem 20. Juli 1944 den Nationalsozialisten zum Opfer fiel. 1964 veröffentlichte er eine Schrift von Ulrich von Hassell, die dieser 1939 in der Schweiz veröffentlichen wollte, allerdings blieben die damaligen Bemühungen von Fritz Rieter-Wieland, eine grosse Tageszeitung zu finden, erfolglos.
Nach seinem Ausscheiden aus dem aktiven Dienst widmete sich Fritz Rieter-Wieland als freischaffender Publizist. Besonders hervorzuheben ist sein Werk Der Sonderbundskrieg, das 1948 veröffentlicht wurde. Zudem war er 1921 Gründungsmitglied und Herausgeber der Schweizer Monatshefte, einer Plattform für politische und gesellschaftliche Themen. Zu seinen Redaktoren dort gehörten unter anderem auch Richard Reich und Daniel Frei. Anfang der 1930er Jahre versuchte er, gemeinsam mit Hektor Ammann, den Redaktor Hans Oehler zu disziplinieren, der die publizistische Kontrolle über die Zeitschrift übernommen und es zum frontistischen Kampfblatt gemacht hatte. Nachdem dies mit einem neuen Anstellungsvertrag misslang, musste Hans Oehler gekündigt werden.
Sein Engagement stellte sicher, dass dieses Forum liberaler Grundhaltung weiterhin existieren konnte, und er verstand es, bedeutende Persönlichkeiten des geistigen, politischen und wirtschaftlichen Lebens als Unterstützer zu gewinnen.
Im Jahr 1940 war Fritz Rieter-Wieland Mitunterzeichner der sogenannten Eingabe der Zweihundert, die am 15. November 1940 an den Schweizer Bundesrat gerichtet wurde. Diese Eingabe, unterzeichnet von 173 Personen des germanophilen rechtsbürgerlichen Volksbundes, forderte die Ausmerzung führender bürgerlicher Schweizer Zeitungen sowie die Ausweisung des Völkerbundes aus der Schweiz. Fritz Rieter-Wieland und seine Mitunterzeichner äußerten in dieser Eingabe eine tiefgehende Besorgnis über die gesellschaftlichen Verhältnisse, die sie als übertriebenes Mitleid mit Schwachen und als Gefahr für die Individualität leistungsfähiger Menschen wahrnahmen. Bundesrat Eduard von Steiger wies die Forderungen zwar zurück, versicherte jedoch, dass die Anliegen intern ernst genommen würden.
Der wertkonservative Fritz Rieter-Wieland war bekannt für sein ausgeprägtes soziales Engagement. Er setzte sich für die Belange der Gesellschaft ein und war bestrebt, soziale Missstände zu beseitigen.

### Gesellschaftliches Wirken
Nach seinem Rücktritt aus dem aktiven Dienst im Jahr 1945 widmete sich Fritz Rieter-Wieland verstärkt wohltätigen Institutionen. Er unterstützte unter anderem die Kranken- und Diakonissenanstalt Neumünster sowie die Schweizerische Anstalt für Epileptische in Zürich. Zudem gründete er eine Stiftung zur Hilfe für taubstumme und gebrechliche Kinder und half in vielen weiteren Fällen, in denen menschliche Sorgen und Leiden gelindert werden konnten.
Über dreißig Jahre lang war er als Vorstandsmitglied sowie Präsident und Ehrenpräsident der Freien Evangelischen Schule an der Waldmannstrasse in Zürich tätig, wo er sich für eine christliche Erziehung einsetzte.
Ein weiteres zentrales Anliegen von ihm war die Förderung einer fundierten staatsbürgerlichen Meinungsbildung. Bereits nach dem Generalstreik von 1918 baute er eine Organisation auf, die die Arbeiterschaft und die Öffentlichkeit über den Kommunismus aufklärte. Er war auch maßgeblich an der Gründung des Vereins für wirtschaftshistorische Studien beteiligt und betreute bis ins hohe Alter den kirchlich-religiösen Pressedienst der Schweizerischen Politischen Korrespondenz.
Er engagierte sich auch im Schweizerischen Institut für Kunstwissenschaft, dem er testamentarisch 20.000 Schweizer Franken für dessen Pensionsfond vermachte.
Dem Kunst Museum Winterthur vermachte er das Spätwerk Interieur mit Mandolincnspielerin des holländischen Interieurmalers Pieter de Hooch.
Fritz Rieter-Wieland war auch der Stifter des Rieterparks in Zürich, der zwar 1945 von der Stadt Zürich zusammen mit der Villa Wesendonck, nach einer Volksabstimmung, gekauft worden war, aber bis 1970 im Besitz der Familie Rieter verblieb; seitdem ist der Park für die Öffentlichkeit zugänglich.

## Mitgliedschaften
Fritz Rieter-Wieland war zusammen mit Hans Berli (1899–1952) Mitglied der Nationalen Studentenvereinigung Akademischer Harst, der sich 1923 an der Universität Zürich mit der Verpflichtung, den vaterländischen Gedanken, die alteidgenössische Eigenart und den Willen zur Wehrhaftigkeit an den Hochschulen zu wahren und zu mehren, formiert hatte.
Er war von 1917 bis 1956 Mitglied in der Gesellschaft zur Constaffel.

## Schriften (Auswahl)
- Das militärische Delikt des Ungehorsams nach deutschem und schweizerischem Militärstrafrecht. Zürich, 1911.
- Gegen den falschen Drill. Zürich, 1918.
- W. Staub; Fritz Rieter: Albert Heim: 12. April 1849 – 31. August 1937. In: Schweizer Monatshefte, Band 17, Heft 7. 1937–1938 S. 273–279 (Digitalisat).
- Die Offiziersschulen für die schweizerische Infanterie. Zürich, 1945.
- Gedenken zum 12. Januar 1946. In: Schweizer Monatshefte, Band 25, Heft 10. 1945–1946. S. 601–604 (Digitalisat).
- Der Sonderbundskrieg. Zürich, 1948.
- Von der militärischen Tradition Zürichs. Zürich, 1948.
- Der Schwabenkrieg vor 450 Jahren. In: Schweizer Monatshefte, Band 29, Heft 3. 1949. S. 129–150 (Digitalisat).
- Ein ganzer Soldat: zum Andenken an Oberstdivisionär Berli. In: Schweizer Monatshefte, Band 32, Heft 7. 1952–1953 S. 409–416 (Digitalisat).
- Handeln wider Befehl. Zürich, 1953.
- Sozialpolitik in einer freiheitlichen Gesellschaftsordnung. In: Schweizer Monatshefte, Band 35, Heft 7. 1955–1956 S. 344–354 (Digitalisat).
- Peter Emil Huber-Werdmüller, 1836–1915, der Gründer der Maschinenfabrik Oerlikon, massgeblicher Mitgründer der Aluminium-Industrie-Aktien-Gesellschaft und weiterer Unternehmungen. (= Schweizer Pioniere der Wirtschaft und Technik. Band 7). Verein für wirtschaftshistorische Studien, Zürich 1957.
- Otto Steinmann zum Gedächtnis. In: Schweizer Monatshefte, Band 41, Heft 1. 1961–1962. S. 37–38 (Digitalisat).
- Zur Erinnerung an Ernst Geyer. 1961.
- Zwanzig Jahre nach dem Attentat auf Hitler. In: Schweizer Monatshefte, Band 44, Heft 4. 1964–1965. S. 313 (Digitalisat).